# Explosión de Las Vegas en 2025
La explosión de Las Vegas en 2025 ocurrió aproximadamente a las 8:39 a. m. CST (UTC–7) del 1 de enero, cuando un Tesla Cybertruck explotó y se incendió frente a la entrada principal del Trump Hotel Las Vegas, en Paradise (Estados Unidos). La explosión mató a una persona que se encontraba en el interior del vehículo e hirió a otras siete. Las autoridades descubrieron que en el coche transportaba material pirotécnico y bombonas de gas. El FBI lo investiga como posible atentado terrorista.

## Incidente
Aproximadamente a las 7:30 a. m. PST, un Tesla Cybertruck llegó a Las Vegas. El vehículo había sido alquilado en Colorado a través de la aplicación Turo, y había sido equipado con un sistema de detonación compuesto por fuegos artificiales, tanques de gas y combustible de camping. A las 8:39 a. m. PST, el conductor aparcó la camioneta en la puerta principal del Trump Hotel Las Vegas, donde explotó y se incendió. Los primeros informes de un incendio comenzaron dos minutos más tarde. Los socorristas aparecieron en cuatro minutos y extinguieron el fuego en una hora. El vehículo había estado funcionando correctamente, según el director ejecutivo de Tesla, Inc., Elon Musk. El hotel fue evacuado, y la mayoría de los huéspedes fueron trasladados a diferentes lugares.

## Víctimas
El conductor del vehículo falleció y siete personas sufrieron heridas leves, dos de las cuales fueron trasladadas al Centro Médico Universitario del Sur de Nevada. Se informó que las siete personas se encontraban en estado estable.

## Autoría

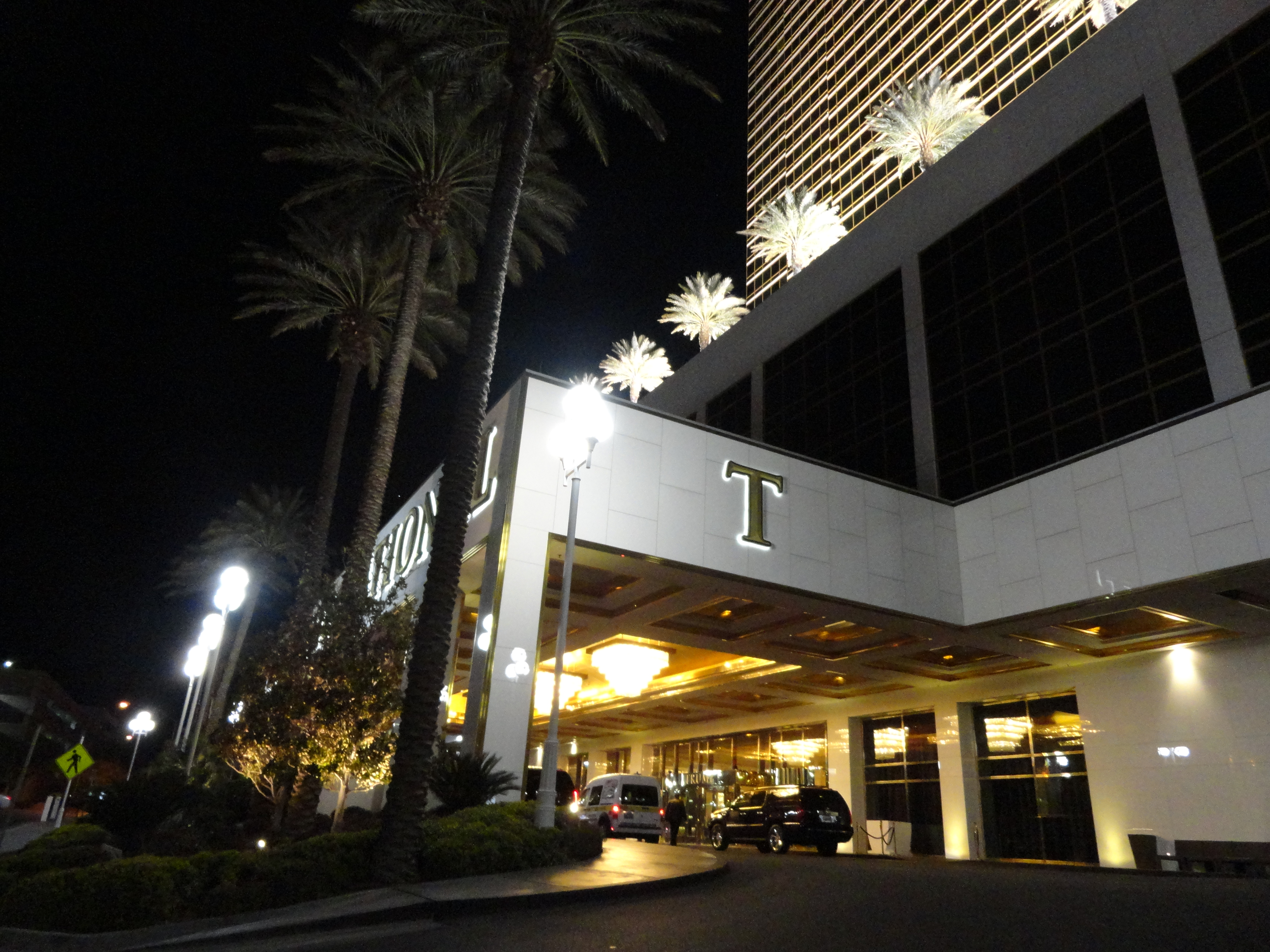
Imagen de la entrada y recepción del Trump Hotel Las Vegas, donde ocurrió la explosión.

El autor, que ocupaba el asiento del conductor, fue identificado por el FBI como Matthew Livelsberger, de 37 años, natural de Colorado Springs y veterano de las Fuerzas Especiales del Ejército de los Estados Unidos. Se reportó que el autor se disparó mortalmente en la cabeza antes de la explosión, encontrándose el arma a sus pies.
Livelsberger era un Boina Verde en activo desde enero de 2006, si bien se encontraba de permiso aprobado. Aunque su cuerpo estaba «calcinado hasta quedar irreconocible», las autoridades sospecharon de su identidad antes de que lo confirmaran los historiales médicos.
Nació y creció en Bucyrus (Ohio). Sirvió en el Ejército durante 19 años, desplegándose en varios países, entre ellos Afganistán, Ucrania, la República del Congo, Tayikistán y Georgia, recibiendo varias condecoraciones por su servicio. Livelsberger había sido condecorado con dos Estrellas de Bronce, una de ellas con un dispositivo de valor por valor bajo fuego, una Insignia de Soldado de Infantería de Combate y una Medalla de Encomio del Ejército con valor. Se graduó summa cum laude en Estudios Estratégicos y Análisis de Defensa por la Universidad de Norwich.
Livelsberger se había divorciado previamente de su primera esposa en 2018 en parte debido a diferencias ideológicas políticas, en particular su apoyo a Donald Trump. Los vecinos lo describieron como una persona normal, tranquila y educada. Estaba criando a una hija de 8 meses y, según su padre, parecía normal la última vez que contactó con él durante el día de Navidad. Anteriormente había sido destinado a una nueva misión relacionada con drones que, según sus amigos, le entusiasmaba. Su último destino había sido Alemania, pero se encontraba de permiso en Colorado; según su segunda esposa, había desaparecido varios días antes de su muerte. Varias direcciones de la zona de Colorado Springs estaban asociadas al nombre de Livelsberger. Una exnovia describió los mensajes de texto que éste le había enviado en los días previos al incidente, en los que alababa el Cybertruck que había alquilado y expresaba su entusiasmo por construir drones en su nuevo destino militar.

## Secuelas

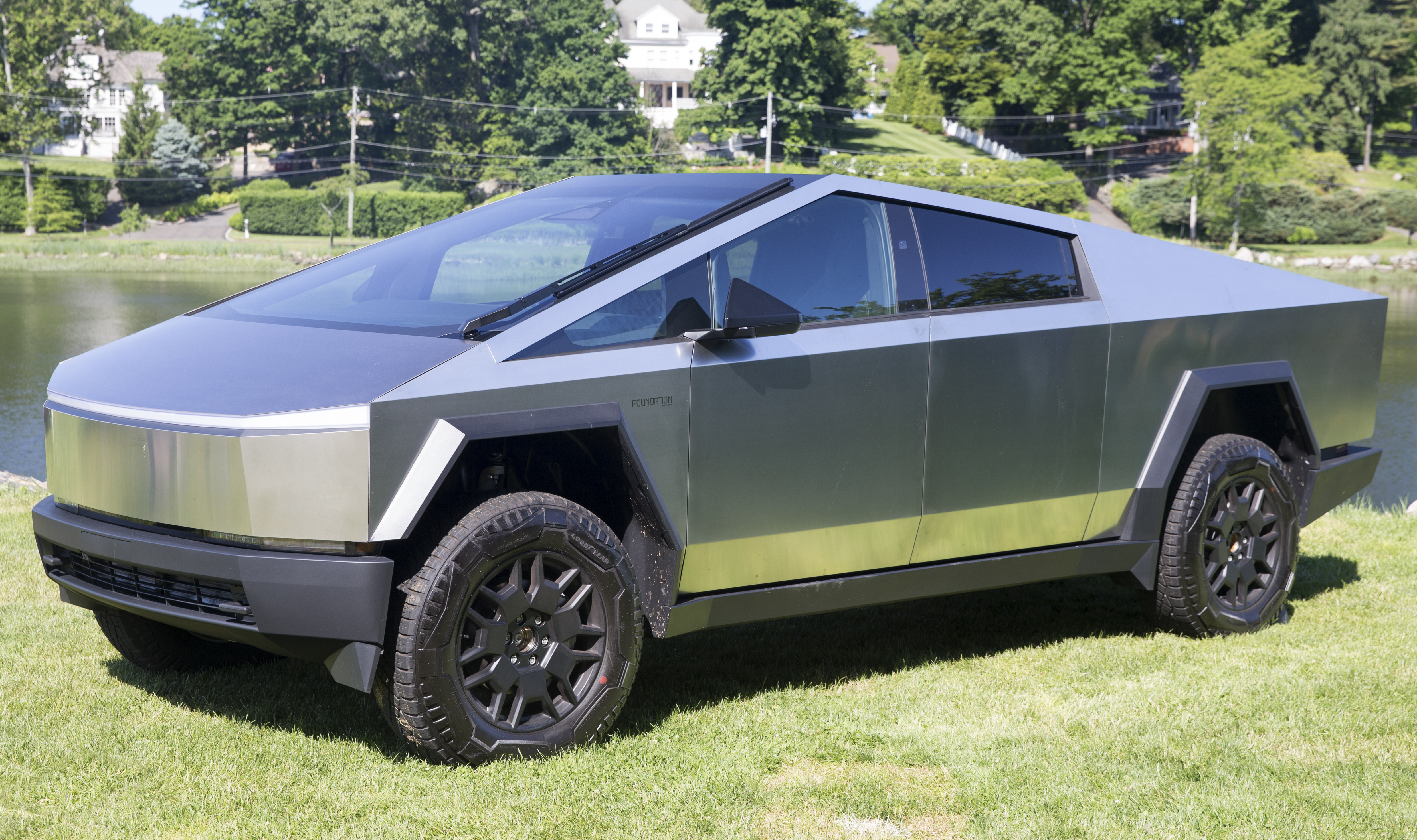
Un Tesla Cybertruck, similar al vehículo implicado en la explosión.

El FBI comenzó a investigar la explosión el mismo día. Dado que el estallido fue causada por «morteros de tipo pirotécnico» y combustible, en contraposición a un fallo en la batería de iones de litio del vehículo, el incidente está siendo investigado como un posible atentado terrorista. El presidente Joe Biden fue informado del suceso. Los investigadores exploraron si había relación con el atentado con camión de Nueva Orleans ocurrido horas antes y en el que se utilizó la misma aplicación de uso compartido de vehículos, siendo finalmente descartado.
Tesla inició una investigación interna de forma independiente.
Expertos en vehículos eléctricos entrevistados por The Washington Post señalaron que los materiales detonados dentro del Cybertruck eran suficientes para causar una cantidad significativa de calor y fuego, pero parecían haber dado lugar sólo a una explosión de «bajo grado», causando sólo daños limitados al vehículo y sus alrededores.
El tío de Livelsberger declaró a The Independent que creía que el Cybertruck había explotado debido a un fallo mecánico, por lo que se sorprendió cuando se pusieron en contacto con él y le informaron de la implicación de su sobrino. Afirmó que su sobrino sirvió en las Fuerzas Especiales porque era muy patriota hacia su país, y que Livelsberger era un «supersoldado» con talento, hábil con los explosivos y que podría haber utilizado explosivos mejores que «tanques de propano y combustible de camping». Asimismo, un pariente cercano anónimo de Matthew Livelsberger lo identificó como alguien que siempre había querido ser «soldado del Ejército, en las Fuerzas Especiales, incluso cuando era pequeño. Y cuando lo consiguió, era un soldado de soldados».